# LIVE TOUR 2019 FREE HUGS!
「LIVE TOUR 2019 FREE HUGS!」（ライブ ツアー 2019 フリーハグズ）は、Kis-My-Ft2の13枚目のライブDVD/Blu-ray。2019年12月11日にavex traxから発売された。

## 概要
自身2度目2年連続となった5大ドームツアー「Kis-My-Ft2 LIVE TOUR 2019 FREE HUGS!」から、5月9日に開催された東京ドーム公演を収録（Blu-ray盤特典映像として、7月14日に開催された京セラドーム大阪公演も一部収録）。
前作「LIVE TOUR 2018 Yummy!! you&me」に続き、今作にもスペシャルエディットCD（披露楽曲をセットリスト順（MC、Jr.コーナー、エンドロール、アンコール除く）にスペシャルエディットとしてCD音源化したもの。収録楽曲のサイズやエディットはライブと同じ）を通常盤のみに付属。
今作では、自身のライブDVD/Blu-rayとしては初めて、日本語字幕スーパーが搭載された。
2020年6月7日からavex公式YouTubeチャンネルにて、自身の過去のライブDVDからセレクトした特別映像を期間限定配信する企画「Kis-My-Ft2 WEB FES」の一環として、「Kis-My-Ft2 WEB FES FINAL ～LIVE TOUR 2019 FREE HUGS! YouTube ver.～」と題し、本作の本編映像（Overture一部、MC、Jr.コーナー、エンドロール一部、アンコール除く）が配信されている。
今作収録の「A.D.D.I.C.T.」「CHUDOKU」は、後に2ndベストアルバム「BEST of Kis-My-Ft2」通常盤特典映像「ファン投票 BEST of LIVE SETLIST」にも収録。

## 収録内容

### 本編映像
※Blu-ray盤ではDISC 1にまとめて収録。

#### DISC 1
1. Overture
2. A.D.D.I.C.T.
3. Luv Sick
4. Girl is mine
5. Bring It On
6. Mashup（Shake It Up / アイノビート / Kiss魂）
7. HUG & WALK
8. 僕だけのプリンセス - 宮田俊哉
9. Love Story - 玉森裕太
10. はぐすた - 二階堂高嗣
11. CHUDOKU
12. THIS CRAZY LOVE
13. Tequila! -テキーラ-
14. We are キスマイ!
15. SHE! HER! HER!
16. Everybody Go
17. MC
18. ルラルララ
19. Thank youじゃん!
20. MC
21. Talk it! Make it! - Travis Japan
22. #1 Girl
23. 君を大好きだ
24. 僕ハ君ナシデ愛ヲ知レナイ
25. 3D Girl
26. Brand New Season

#### DISC 2
1. キャッチボールをしよう - 横尾渉
2. Love=X2U - 藤ヶ谷太輔
3. I miss your smile - 千賀健永
4. DON'T WANNA DIE - 北山宏光
5. DANCE Inter
6. FIRE BEAT
7. Distance
8. 全力ファイター
9. HUGTIME
10. エンドロール（Saturday Life）

[ENCORE]
1. 君、僕。
2. Yeah E Yeah!!!!!!!
3. 負けないで

### 特典映像

#### 初回盤
DISC 3
1. ドームツアー密着ドキュメント（東京&大阪）
2. ハプニング&名場面集
3. KIS-MY-TVスペシャル ～全員でおさらい! ビジュアルコメンタリークイズ～
4. KIS-MY-TVスペシャル ～祝 デビュー8周年 初めて語り合う「メンバーのいいところ」～

#### 通常盤
DISC 2
1. シークレットムービー（デビュー8周年記念動画）

#### Blu-ray盤
DISC 2
1. マルチアングルLIVE映像
  1. Tequila! -テキーラ-
  2. 僕ハ君ナシデ愛ヲ知レナイ
  3. Distance
2. ツアーファイナルスペシャル映像＜7.14京セラドーム大阪＞
  1. 祈り
  2. Kis-My-Me-Mine
  3. タナゴコロ
3. 全会場MCダイジェスト集

### スペシャルエディットCD
※通常盤のみ

#### DISC 1
1. A.D.D.I.C.T.
  - 8thアルバム「FREE HUGS!」収録曲
2. Luv Sick
  - 9thシングル「SNOW DOMEの約束/Luv Sick」の2曲目
3. Girl is mine
  - 1stアルバム「Kis-My-1st」収録曲
4. Bring It On
  - 8thアルバム収録曲
5. Mashup（Shake It Up / アイノビート / Kiss魂）
  - 4thシングル「WANNA BEEEE!!!/Shake It Up」の2曲目/5thシングル/13thシングルのマッシュアップ
6. HUG & WALK
  - 8thアルバムリードトラック
7. 僕だけのプリンセス - 宮田俊哉
  - 8thアルバム通常盤収録曲
8. Love Story - 玉森裕太
  - 8thアルバム通常盤収録曲
9. はぐすた - 二階堂高嗣
  - 8thアルバム通常盤収録曲
10. CHUDOKU
  - 8thアルバム初回盤Bボーナストラック
11. THIS CRAZY LOVE
  - 8thアルバム収録曲
12. Tequila! -テキーラ-
  - 8thアルバム初回盤Aボーナストラック
13. We are キスマイ!
  - 7thアルバム「Yummy!!」通常盤ボーナストラック
14. SHE! HER! HER!
  - 3rdシングル
15. Everybody Go
  - 1stシングル

#### DISC 2
1. ルラルララ
  - 8thアルバム収録曲
2. Thank youじゃん!
  - 12thシングル

表記はないが、吹奏楽アレンジバージョンである。
3. #1 Girl
  - 8thアルバム収録曲
4. 君を大好きだ
  - 23rdシングル
5. 僕ハ君ナシデ愛ヲ知レナイ
  - 8thアルバム収録曲
6. Next Song Roulette
  1. Kis-My-Me-Mine
    - 1stアルバム初回生産限定盤B特典CD「Kis-My-Zero」収録曲

  2. 3D Girl
    - 1stアルバム初回生産限定盤B特典CD収録曲

  3. Brand New Season
    - 2ndアルバム「Goodいくぜ!」初回生産限定【Kis-My-Zero盤】特典CD「Kis-My-Zero 3」収録曲

  4. 祈り
    - 配信限定シングル
    - 1stアルバム初回生産限定盤B特典CD収録曲

  5. TRY AGAIN
    - 2ndアルバム初回生産限定【Kis-My-Zero盤】特典CD収録曲

  6. Hair
    - DVD/Blu-ray「Kis-My-Ft2 Kis-My-MiNT Tour at 東京ドーム 2012.4.8」初回生産限定盤特典CD「Kis-My-Zero 2」収録曲
7. 3D Girl
8. Brand New Season
9. 君、僕。-オルゴールver.-（inst.）
  - 22ndシングルのオルゴールバージョン
10. キャッチボールをしよう - 横尾渉
  - 8thアルバム通常盤収録曲
11. Love=X2U - 藤ヶ谷太輔
  - 8thアルバム通常盤収録曲
12. I miss your smile - 千賀健永
  - 8thアルバム通常盤収録曲
13. DON'T WANNA DIE - 北山宏光
  - 8thアルバム通常盤収録曲
14. DANCE Inter（inst.）
15. FIRE BEAT
  - 配信限定シングル
  - 1stアルバム初回生産限定盤B特典CD収録曲
16. Distance
  - 8thアルバム収録曲
17. 全力ファイター
  - 18thシングル「INTER」通常盤カップリング
18. HUGTIME
  - 8thアルバム収録曲

## ライブツアー
「Kis-My-Ft2 LIVE TOUR 2019 FREE HUGS!」は、8thアルバム「FREE HUGS!」を引っさげて2019年5月6日から7月14日にかけて行われた、2年連続2度目の5大ドームツアー。
5月6日の公演初日は、元号が令和になって最初の東京ドームでの公演となった。
このツアーで59万1千人を動員し、デビュー8年目でツアー総動員数が400万人を突破した。
2019年7月12日は、ジャニーズ事務所社長ジャニー喜多川の「家族葬」が行われた日であった。Kis-My-Ft2は京セラドーム大阪公演のため、「家族葬」には参加しなかった。

### 日程・会場
| タイトル                             | 年     | 公演日   | 公演時間 | 会場                |
| ------------------------------------ | ------ | -------- | -------- | ------------------- |
| Kis-My-Ft2 LIVE TOUR 2019 FREE HUGS! | 2019年 | 05月06日 | 18:00    | 東京ドーム          |
| Kis-My-Ft2 LIVE TOUR 2019 FREE HUGS! | 2019年 | 05月07日 | 18:00    | 東京ドーム          |
| Kis-My-Ft2 LIVE TOUR 2019 FREE HUGS! | 2019年 | 05月08日 | 18:00    | 東京ドーム          |
| Kis-My-Ft2 LIVE TOUR 2019 FREE HUGS! | 2019年 | 05月09日 | 18:00    | 東京ドーム          |
| Kis-My-Ft2 LIVE TOUR 2019 FREE HUGS! | 2019年 | 06月01日 | 18:00    | メットライフドーム  |
| Kis-My-Ft2 LIVE TOUR 2019 FREE HUGS! | 2019年 | 06月02日 | 18:00    | メットライフドーム  |
| Kis-My-Ft2 LIVE TOUR 2019 FREE HUGS! | 2019年 | 06月15日 | 17:00    | ナゴヤドーム        |
| Kis-My-Ft2 LIVE TOUR 2019 FREE HUGS! | 2019年 | 06月16日 | 17:00    | ナゴヤドーム        |
| Kis-My-Ft2 LIVE TOUR 2019 FREE HUGS! | 2019年 | 06月22日 | 17:00    | 福岡ヤフオク!ドーム |
| Kis-My-Ft2 LIVE TOUR 2019 FREE HUGS! | 2019年 | 06月23日 | 17:00    | 福岡ヤフオク!ドーム |
| Kis-My-Ft2 LIVE TOUR 2019 FREE HUGS! | 2019年 | 07月12日 | 18:00    | 京セラドーム大阪    |
| Kis-My-Ft2 LIVE TOUR 2019 FREE HUGS! | 2019年 | 07月13日 | 18:00    | 京セラドーム大阪    |
| Kis-My-Ft2 LIVE TOUR 2019 FREE HUGS! | 2019年 | 07月14日 | 15:00    | 京セラドーム大阪    |

### Next Song Roulette（日替わりコーナー）
今回のコンサートツアーでは、各公演ごと歌う曲が異なる日替わりコーナーが設けられた。歌唱される6曲（全てデビュー前の楽曲）の映像が流れ、その中から2曲歌唱する流れとなっている。
|    | 開催日時      | 会場                | Next Song Roulette（日替わり曲 #1） | Next Song Roulette（日替わり曲 #2） |
| -- | ------------- | ------------------- | ----------------------------------- | ----------------------------------- |
| 1  | 2019年5月6日  | 東京ドーム          | 祈り                                | Kis-My-Me-Mine                      |
| 2  | 2019年5月7日  | 東京ドーム          | 3D Girl                             | Brand New Season                    |
| 3  | 2019年5月8日  | 東京ドーム          | Hair                                | TRY AGAIN                           |
| 4  | 2019年5月9日  | 東京ドーム          | 3D Girl                             | Brand New Season                    |
| 5  | 2019年6月1日  | メットライフドーム  | 祈り                                | Kis-My-Me-Mine                      |
| 6  | 2019年6月2日  | メットライフドーム  | Hair                                | TRY AGAIN                           |
| 7  | 2019年6月15日 | ナゴヤドーム        | 3D Girl                             | Brand New Season                    |
| 8  | 2019年6月16日 | ナゴヤドーム        | 祈り                                | Kis-My-Me-Mine                      |
| 9  | 2019年6月22日 | 福岡ヤフオク!ドーム | Hair                                | TRY AGAIN                           |
| 10 | 2019年6月23日 | 福岡ヤフオク!ドーム | 祈り                                | Kis-My-Me-Mine                      |
| 11 | 2019年7月12日 | 京セラドーム大阪    | Hair                                | TRY AGAIN                           |
| 12 | 2019年7月13日 | 京セラドーム大阪    | 3D Girl                             | Brand New Season                    |
| 13 | 2019年7月14日 | 京セラドーム大阪    | 祈り                                | Kis-My-Me-Mine                      |